# Villechenève
Villechenève é uma comuna francesa na região administrativa de Auvérnia-Ródano-Alpes, no departamento de Ródano. Estende-se por uma área de 14,15 km². Em 2010 a comuna tinha 898 habitantes (densidade: 63,5 hab./km²).